# Pornografie

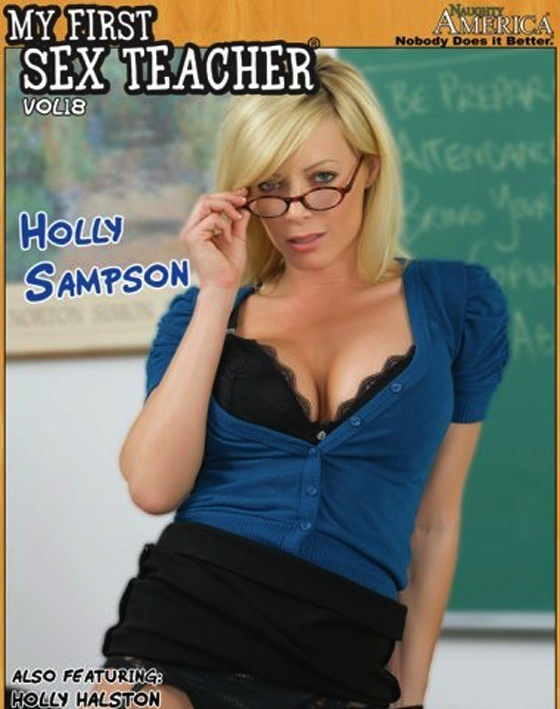
Přebal pornografického videa (2009)

Pornografie (z řeckého πορνογραφία pornografía < porné (prostitutka) + grafein (psát); krátce: porno) je neumělecké znázornění lidského těla či sexuálního chování, které nemá jiný účel než podněcovat sexuální pud. V přeneseném širším smyslu hanlivé označení vulgárního, příliš otevřeného literárního útvaru, zpravodajství atd. Hranice mezi erotikou a pornografií jsou do značné míry subjektivní. V minulosti byla jako „pornografická“ pronásledována celá řada dnes klasických uměleckých děl: Odysseus Jamese Joyce, Lolita Vladimira Nabokova aj.

## Historie pojmu
Pojem pornografie je vynálezem 19. století. Poprvé se objevuje v roce 1857 v anglickém Zákoně o obscénních publikacích. Zřejmě jediné dochované užití tohoto slova z antické doby je v textu Hostující mudrci (Depnosofistai) od Athenáia, kde slovo pornographoi označovalo muže píšícího o prostitutkách. Jedná se tedy o nové slovo "oděné do starobylého hávu" (Chochola, 2004). Stejně nového původu je výraz obscenita. Oba pojmy se objevily jako reakce na kulturní šok, který zažila křesťanská Evropa během vykopávek v Pompejích odhalením nepřeberného množství erotických památek, a na rychlý rozvoj technologií (fotografie, rotačka), umožňujících rychlé, masové a relativně levné šíření erotických materiálů.

## Explicitní erotika v evropských dějinách
Antika neznala stud ani sexuální bariéry. Pro Evropu 18. a 19. století nebylo šokující to, že se v Pompejích, Herculaneu a Stabiích erotické památky vyskytují, ale to, že se vyskytují všude. Otevřeně erotické materiály se nacházejí na veřejných prostranstvích, v interiérech, na předmětech běžné denní potřeby.[zdroj?]
Středověk chápal v duchu raně křesťanského učení sexualitu jako Ďáblovo dílo. Otevřeně erotické motivy se objevují na výzdobě středověkých katedrál jako symboly zla, zatracení, součást Posledního soudu atd. Nejznámější z této sexuálně odpudivé výzdoby jsou tzv. Sheela na Gig, plastiky ošklivých žen s vyvalenýma očima a roztaženou vagínou. O jejich původu a smyslu se vedou diskuse.
Renesance raně středověkou averzi vůči tělesnosti rozmělňuje. Frivolita, nahota a erotika se objevuje v iluminacích k rukopisům (někdy bez souvislosti s dějem), na veřejných prostranstvích i ve výzdobě chrámů. S Gutenbergovým zdokonalením knihtisku dochází k prvnímu velkému rozšíření erotických dřevorytů a mědirytů v Evropě. Jsou pronásledovány a ničeny.

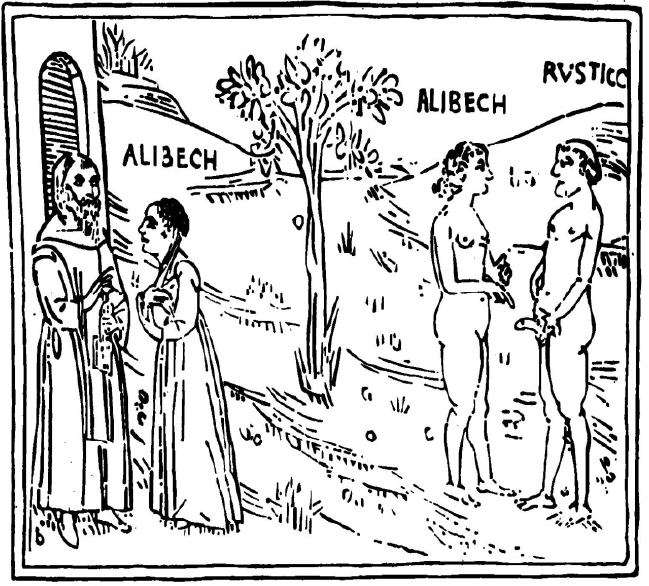
Erotický dřevoryt jako ilustrace k Dekameronu, 14. století

Za zakladatele psané pornografie na Západě se pokládá Pietro Aretino (1492–1556), jehož sonety ve sbírce Rozličné způsoby milování měly velkou popularitu po celé Evropě a byly znovu a znovu tištěny s doprovodem erotických ilustrací.
V 18. století se explicitně erotické letáky a kresby používaly často také jako součást politického boje. Před Velkou francouzskou revolucí vzniklo nespočet kreseb zobrazujících mnichy, kněze, královské úředníky a poslance v erotických souvislostech, při homosexuálním pohlavním styku apod.
Vynález fotografie přinesl pravý boom pornografie, ze které se stal rychle výnosný obchod, ačkoliv byla potírána. Odbyt měly zaručeny všechny druhy pornografie. Na přelomu 19. a 20. století tak byly populární například i fotografie s nádechem zoofilie.

## Explicitní erotika ve 20. století

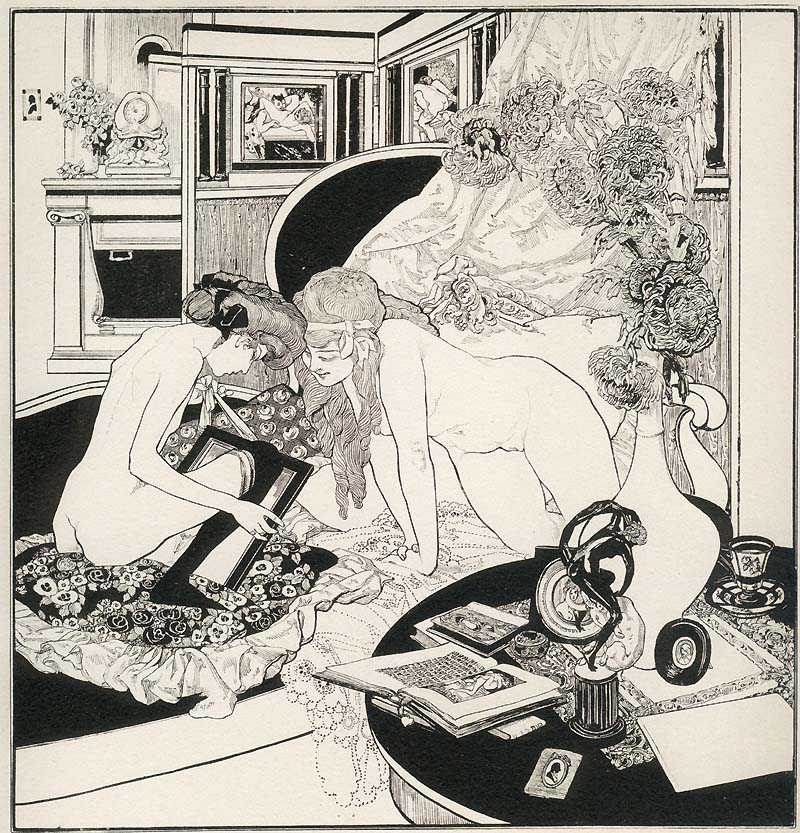
Přes všechno úsilí mravokárců 19. století se nepodařilo ani pornografii definovat, ani erotiku vytěsnit z veřejného života. (Franz von Bayros: Ze sbírky Der Toilettentisch, 1908)

První polovina 20. století byla ve znamení pokusů o definici pornografie a stanovení mantinelů erotismu v umění. Prvním uměleckým filmem světa zobrazujícím nahou ženu (ilegální pornografické snímky už v té době samozřejmě existovaly) byl český film Extase Gustava Machatého z roku 1932. Na festivalu v Benátkách získal cenu za režii a Vatikán ho označil za nemravný a škodlivý.
Čtyřicátá a padesátá léta přinášejí rozvoj „časopisů pro pány“, které zobrazují stále odvážnější fotografie nahých žen, až v sedmdesátých letech časopis Hustler Larryho Flynta přichází na oficiální trh s fotografiemi detailně zobrazených ženských genitálií.
Pravým apoštolem filmového porna se stal italský režisér Lasse Braun, který cestoval napříč Evropou s kufrem plným pornografických filmů a – dle vlastních slov – „rozesel trochu pornografického materiálu do každého koutku Evropy, aby přispěl ke vzniku problému“.
V sedmdesátých letech 20. století už otevřeně erotické filmy pronikly i do tradičních kin. Legendární snímek Hluboké hrdlo (Deep Throat) z roku 1972 s Lindou Lovelace v hlavní roli vynesl ohromující zisk 100 milionů dolarů. Vypráví příběh ženy, která má klitoris v krku.

## Éra internetové pornografie
Šíření internetu od 90. let 20. století způsobilo velký rozmach pornografie, která opustila kinosály a videopůjčovny a začala být okamžitě dostupná. Internet do pornografie přinesl jednak nové distribuční cesty, rozvoj menšinových žánrů, ale také negativní efekty jako např. snadnou dostupnost i dětské pornografie a následně[zdroj?] i represe v podobě zákonů zakazujících její šíření a přechovávání.

## Pornografický průmysl
Pornografický průmysl patří k nejdynamičtěji se rozvíjejícím odvětvím. Podle různých odhadů v roce 2006 byl jeho roční obrat 10 až 60 miliard amerických dolarů.
České pornografické firmy PK62 a Bel Ami se prosadily i na zahraničních trzích. Za nekorunovaného krále české pornografie je považován Robert Rosenberg a královnu Silvia Saint.
Nejvýznamnějším oceněním pornografického průmyslu jsou AVN Awards.

## Terminologie a slang
- All-sex – pornofilm zobrazující jen samotný sex, bez děje či příběhu
- Amateur – amatérští herci nebo amatérská produkce (často domácí)
- BBW – „big beautiful woman“, silnější ženy
- Bi – bisexuální styk, typicky muže se dvěma ženami, případně dvou mužů se ženou
- BIB (cam) – „boys in bedroom“, nelegální dětská pornografie nebo její legální napodobenina
- BDSM – bondage (svazování), dominance (ženská = domina, mužská = domík), submisivita (ženská = subinka, mužská = subík) a masochismus (zalíbení ve vlastní bolesti)
- BL – „barely legal“, sotva legální, velmi mladé herečky a herci těsně splňující zákonnou normu
- BJ – „blow job“, felace
- Bukkake – několik mužů ejakuluje na jednu ženu či na jednoho muže
- Facial – ejakulace na tvář
- Feature – pornofilm, který zapojuje sexuální scény do kontextu nějakého příběhu nebo zápletky[11]
- Gangbang – více mužů souloží hromadně s jednou ženou či mužem
- Gay – homosexuální styk mužů, mnohdy bez ohledu na skutečnou sexuální orientaci herců
- Gonzo – (obvykle amatérské) porno, kdy je kamera součástí akce, natáčí se sami aktéři[11] (někdy též POV z anglického „point of view“, úhel pohledu)
- Hentai – pornografie znázorňovaná anime postavičkami, nejčastěji v Japonsku
- Lesbian – homosexuální styk žen, mnohdy bez ohledu na sexuální orientaci hereček
- masturbace – pornoherec/pornoherečka uspokojující sám/sama sebe, nejčastěji rukou nebo sexuální hračkou
- MMF – „male, male, female“, dva muži a žena, viz též Bi
- MILF – „mothers, i'd like to fuck“, zralejší ženy, často s výrazně mladšími muži/chlapci (v češtině: MCBP = máma, co bych píchal), zkratka se vyskytla např. i ve filmu Prci, prci, prcičky
- Paysite – webová stránka, kde je možné za poplatek prohlížet licencovaný obsah ve formě textu, obrázků a videí
- SheMale – „She“ znamená ona, „Male“ je muž, jde o genetické muže s výrazně ženskými tělesnými rysy, ale s mužskými genitáliemi
- Těhulky – soulož s těhotnými ženami
- Teen – ještě náctiletí herci či herečky (ovšem splňující legální hranici), viz též BL
- Tentacle – pornografie, ve které se vyskytuje chobotnice (nejčastěji v anime)
- Tubes – porno servery naplněné video obsahem zdarma, který mnohdy nahrají či uploadují sami uživatelé dané komunity
- TGP – „thumbnail gallery page“, bezplatně přístupné propagační galerie pornografických materiálů
- Twinks – štíhlí atletičtí chlapci ve věku 18 až 25 let

## Právní postoje k pornografii

Právní postoj k pornografii v různých státech světa
legální
legální s omezeními
nelegální
nejsou informace

K pornografii se v různých společnostech a právních systémech různých států přistupuje různě. Ve většině států jsou alespoň některé formy pornografie legální,[zdroj?] někde je dostupná v běžných obchodech či na stáncích či je dostupná v televizním vysílání. Na druhou stranu jsou tvrdší formy pornografie (např. pornografie zobrazující násilí či sex se zvířaty) obvykle cílem regulace. Zvláště dětská pornografie je nelegální v téměř všech státech a je také předmětem několika mnohostranných mezinárodních smluv. K potírání pornografie, zejména tzv. tvrdé a dětské, byly sjednány mnohostranné mezinárodní smlouvy:
- Úmluva o tom, kterak potírati rozšiřování necudných publikací (1910) – vyhlášena pod č. 116/1912 Ř. z.
- Úmluva o potlačování obchodu s necudnými publikacemi a jich rozšiřování (1923) – vyhlášena pod č. 96/1927 Sb. z. a n.
- Čl. 34 Úmluvy o právech dítěte (1989) – vyhlášena pod č. 104/1991 Sb.
- Úmluva o zákazu a okamžitých opatřeních k odstranění nejhorších forem dětské práce (Úmluva MOP č. 182) (1999) – vyhlášena pod č. 90/2002 Sb. m. s.

Ve většině států je omezen přístup mladistvých k pornografii, šíření pornografie mladistvým je často trestný čin (ohrožování výchovy mládeže). Toto omezování má však v době internetu pochybnou účinnost. Regulace pornografie na internetu je také problematická z důvodu rozdílů v zákonných omezeních i výkladové praxi v různých zemích.

### Česká republika
Český trestní zákoník (č. 40/2009 Sb.) postihuje některé činnosti související s pornografickými díly prostřednictvím trestného činu Šíření pornografie (§ 191), specifika dětské pornografie pak upravují trestné činy Výroba a jiné nakládání s dětskou pornografií (§ 192) a Zneužití dítěte k výrobě pornografie (§ 193). Smyslem trestnosti těchto jednání je celospolečenský zájem na ochraně mravopočestnosti, resp. na ochraně mravního rozvoje a výchovy mládeže a ochrany dětí před sexuálním zneužíváním.
Pojem „pornografické dílo“ sice zákon nedefinuje, lze jej však charakterizovat tím, že obzvláště silně podněcuje sexuální pud a zároveň překračuje ve společnosti obecně uznávané hranice slušnosti a vyvolává pocit studu. Samotné zobrazení nahého lidského těla v přirozených pozicích pornografickým dílem není, byť by mohlo někoho sexuálně vzrušovat. Stejně tak pornografickým není umělecké dílo, už jen historický předmět nebo předmět, který má vědecký či osvětový účel (např. fotografie v lékařských učebnicích). Z hlediska formy může být pornografické dílo jak dílem fotografickým, filmovým, počítačovým či elektronickým (čitelným jen strojově), tak i písemným nebo jiným (např. erotické sošky). Nemusí však jít vždy v právním slova smyslu o dílo autorské. Podle svého obsahu se dělí na:
1. tvrdou pornografii – dílo, ve kterém se projevuje násilí (skutečné, nikoli předstírané) či neúcta k člověku (např. bondage, koprofilie nebo koprofágie), nebo které znázorňuje pohlavní styk se zvířetem (sodomie a zoofilie);
2. dětskou pornografii – zobrazuje nebo jinak využívá dítě (dítětem se v českém trestním právu ve smyslu § 126 trestního zákoníku míní osoba mladší 18 let), může se také jednat o osobu, která se dítětem pouze jeví (buďto je ve skutečnosti starší nebo jde o literární nebo kreslené dílo, tedy o tzv. „virtuální dětskou pornografii“); podle judikatury jsou dětskou pornografií např. snímky obnažených dětí v polohách vyzývavě předvádějících pohlavní orgány za účelem sexuálního uspokojení, snímky dětí zachycující polohy skutečného či předstíraného sexuálního styku s nimi nebo jiné obdobně sexuálně dráždivé snímky dětí, charakter dětské pornografie tak nelze shledávat jen v tom, že dílo slouží k uspokojení osob trpících danou sexuální deviací;[13]
3. prostou pornografii – vše ostatní;

Zvláště významně jsou českým trestním právem v oblasti pornografie chráněny děti. Zatímco šíření tvrdé pornografie je trestné vždy, šíření prosté pornografie jen tehdy, dostane-li se do rukou právě dětem. U tvrdé pornografie je kromě šíření také trestná pouze přímá výroba, v případě dětské pornografie je však trestně stíhán i ten, kdo na její výrobě majetkově „kořistí“ (za úplatu vozí dítě na místo, pronajme prostory, na svých stránkách umístí odkaz apod.). Navíc pouhé držení pornografie obecně trestné není, přechovávání dětské pornografie však ano.